# Dondinho
João Ramos do Nascimento (2. října 1917 Campos Gerais – 16. listopadu 1996 São Paulo), známý jako Dondinho, byl brazilský fotbalista, který hrál na postu útočníka. Byl otcem, mentorem a trenérem brazilské legendy Pelého. Během své hráčské kariéry působil Dondinho v několika klubech, mj. v týmu Atlético Mineiro. Přezdívalo se mu „Maleável“ díky tomu, že byl výborný hlavičkář.

## Kariéra
V roce 1933 se Dondinho připojil k Atléticu Mineiro a hrál za jeho mládežnický tým až do roku 1935. Poté zahájil svou seniorskou kariéru v Yuracanu. V roce 1940 se vrátil do Atlética Mineiro, v utkání proti São Cristóvãu ale utrpěl vážné zranění kolena po zákroku obránce Augusta da Costy, pozdějšího hráče Vasco da Gamy a brazilského národního týmu.
Za BAC (Bauru Atlético Clube) Dondinho odehrál 199 zápasů a vstřelil 137 gólů; v roce 1952 pak v 35 letech ukončil svou fotbalovou kariéru.

## Rekord
V roce 1938 Dondinho během finále amatérského fotbalového šampionátu Itajubense mezi Yuracanem a jeho hlavním rivalem Smart Futebol Clubem (výsledek 6:2) pětkrát skóroval hlavou. Tento rekord je stále platný a sám Pelé dle vlastních slov v životě nejvíce litoval toho, že ho nedokázal překonat.

## Smrt
Zemřel na selhání srdce ve věku 79 let.
15. září 2012 byla v městském parku João Ramos do Nascimento v Bauru vztyčeno sousoší „Monumento ao Dondinho“, které zobrazuje Dondinha a Pelého.

## Klubové úspěchy
- 1939 Vítěz šampionátu Itajubense (za Sociedade Desportiva Yuracan Futebol Clube)
- 1941 Guaraína Cup (za Atlético Clube Três Corações)
- 1946 amatérský šampion státu São Paulo (za Bauru Atlético Clube)

## V populární kultuře
- 1962: O Rei Pelé
- 2004: Pelé Eterno
- 2016: Pelé: Zrození legendy